# DaVinci Resolve
DaVinci Resolve es un software de edición de video no lineal desarrollado por Blackmagic Design. Su versión más reciente es DaVinci Resolve 20 la cual funciona en ordenadores personales con sistema operativo Windows, Mac OS X y Linux. El software permite a los usuarios transferir y registrar vídeos a un disco duro donde puede ser editado, procesado y posteriormente exportado en multitud de formatos.
Lanzado en 2004 como un software de etalonaje digital, DaVinci Resolve ha evolucionado hasta convertirse en un editor de vídeo completo con multitud de herramientas y que puede ser usado tanto por aficionados como por profesionales.

## Historia
En 2004 Da Vinci Systems lanzó al mercado Resolve, un software basado en la corrección de color y edición de videos. Además de la corrección de color, ofrecía un conjunto de herramientas avanzadas para el tratamiento tanto de tamaño como de formato en imágenes. 
Resolve fue, además, el primer software en ofrecer múltiples características y niveles dentro de la corrección de color proporcionando un control intuitivo y exigente sobre imágenes estáticas o en movimiento. También fue el primero en permitir el etalonaje en calidades desde formatos SD y DV hasta formatos en HD y 2K.
Los primeros softwares de Resolve fueron Resolve RT y Resolve DI. En 2008 DaVinci Systems ofrecieron las series Resolve R (R-100, R-200, R-250, R-300, R-350, R-4K, R-3D) sustituyendo el procesamiento en paralelo con tarjetas PowerPlant por procesamiento en paralelo con tarjetas gráficas NVIDIA mejorando significativamente el rendimiento del software.

## Características
Davinci Resolve ofrece una edición no lineal de multitud de formatos de video y en multitud de aspectos. Debido al gran número de herramientas que incluye es necesario diferenciar entre las herramientas de edición, las herramientas de corrección de color y las de exportación.

### Edición
Soporta trabajar con multitud de pistas de video y audio así como diversas funciones de edición (insertar, reemplazar, sobrescribir, superponer, intercambiar y combinar imágenes editadas). Incluye además avanzadas herramientas contextuales que permiten desplazar, extender o acortar secuencias e incluso recortar secuencias en varias pistas simultáneamente. Incluye además multitud de filtros, transiciones y efectos permitiendo la total edición de estos ajustando su duración y sus puntos de entrada y salida. Además permite la importación de transiciones utilizadas en otro programas de edición como Final Cut Pro X. Resolve también permite cambios de velocidad, tanto aceleraciones como ralentizaciones, a la hora de editar.
En cuanto a formatos, Resolve permite la edición de prácticamente todo tipo de formatos incluidos formatos RAW sin necesidad de perder tiempo convirtiendo el material grabado y manteniendo la calidad de las imágenes. 
Davinci Resolve también ofrece herramientas para la Edición de audio edición del audio permitiendo mezclar con facilidad distintas pistas, ya sean Sonido monoaural mono, Sonido estereofónico estéreo o 5.1, y dispone de controles del volumen permitiendo subirlo o bajarlo desde la línea de tiempo.

### Corrección de color
Al igual que en la edición, Davinci Resolve tiene multitud de herramientas para el procesado y edición de la corrección de color. Resolve utiliza un sistema de procesamiento por nodos que permite corregir el color y añadir efectos en cada uno de ellos de esta manera combinar gradaciones, efectos y mezclas superpuestas para crear una gran variedad de apariencias. Permite además el etalaje a partir de archivos RAW permitiendo retocar un sinfín de características de la imagen y sacar el máximo partido al rango dinámico de las imágenes.
Su multitud de herramientas permiten desde correcciones más sencillas, controlando los niveles YRGB, a correcciones más avanzadas permitiendo modificar diferentes espacios del color y la luminancia. 
Incluye además la función "Color Match" que permite realizar una gradación primaria básica de forma automática analizando los planos grabados.
Davinci Resolve también permite la corrección de color en proyectos Estereoscopía estereoscópicos en tiempo real y permite entalonar proyectos comenzados con otros programas de edición como Final Cut Pro X, Adobe Premiere, Avid Media Componer y 
otros programas.

### Exportación
Davinci Resolve no solo permite la importación en prácticamente todo tipo de formatos sino también su exportación. De esta manera ofrece multitud de Códec de vídeo códecs para comprimir y exportar archivos a casi cualquier formato. Permite exportar archivos en formatos EXR o DPX para posteriormente ser tratados con efectos especiales con otros softwares. Davinci permite además crear colas de procesamiento por si fuera necesario la exportación de un proyecto a distintos formatos en distintas calidades. 
<ref.>«Davinci Resolve 10 Remaches Fuster (en inglés)». Archivado desde el original el 25 de junio de 2014. Consultado el 3 de junio de 2014.</ref.>

## Interfaz
La interfaz de DaVinci está diseñada de forma intuitiva y dividida en cinco páginas que juntas conforman la principal interfaz del usuario. "Media Page" es la página donde se importan los archivos para ser seleccionados posteriormente para su edición, así como la librería de los archivos importados anteriormente. "Conform Page" incluye los diferentes timelines del proyecto actual. "Color Page" es la página donde puedes editar todo los aspectos referentes a la corrección de color del proyecto. "Gallery Page" permite administrar imágenes de otros proyectos o bases de datos para usarlas en el proyecto actual. "Deliver Page" que contiene todas las herramientas de renderizado y exportación.

### Media Page
Se trata de una librería donde importar los archivos desde la cámara, tarjetas y discos duros al programa para su posterior uso en proyectos. Además dispone de un "viewer" una pantalla que permite visualizar el contenido de cada clip incluido en la librería y un editor de metadatos que permite editar información asociada al clip tanto de video como de audio.

### Conform Page
Además de contener las líneas de tiempo del proyecto actual dispone de la "Media Page" en el lateral para poder arrastrar clips de la librería al timeline de forma sencilla y rápida. Incluye también la librería de efectos y transiciones que pueden ser aplicadas en el proyecto. 
Color Page
Contiene todas las herramientas de corrección de color y un timeline con el proyecto actual. Permite la creación de nodos para ser tratados de forma individual y modificar cada fotograma del proyecto. Dispone de paletas de colores para realizar pequeños retoques y de efectos avanzados para un nivel más profesional.
Gallery Page
Consiste en una librería que contiene bases de datos e imágenes de otros proyectos y permite el acceso rápido a estos para su utilización en el proyecto actual. Permite organizar de forma rápida e intuitiva todos los proyectos.

### Deliver Page
Contiene una línea de tiempo y un "viewer" para previsualizar el proyecto antes de ser renderizado y exportado. Así mismo contiene todas las herramientas para el renderizado y la exportación en cualquier formato de todos los que el software incluye.